# Nørd
|  | Denne artikel omhandler begrebet nørd. For DRTV's udsendelser for børn og unge, se Store NØRD og Lille NØRD |
Nørd er et slangudtryk for en person med en stor interesse for et enkelt eller flere emner.
Typisk er der tale om interesseområder, der af mange anses for "noget underligt noget". Typisk bliver f.eks. arkitekter, designere, ingeniører og håndværkere som omsætter viden til noget praktisk og alment brugbart ikke betegnet som nørder, mens den typiske nørd bruger en masse tid på ting som "ikke-nørder" har svært ved at se meningen med.
Nørden prioriterer ofte det generelt sociale væsentligt lavere end samvær med andre nørder med tilsvarende interesser. I visse tilfælde prioriterer nørden endda interessen højere end ethvert socialt samvær.
I modsætning til eksempelvis "entusiast", bruges "nørd" ofte nedsættende. Dette gælder dog mest for folk, der ikke selv er nørder. Inden for "miljøet" bruges udtrykket i stigende grad som en positiv karakteregenskab. Således vælger nørder ofte en beklædning – ofte, men langtfra altid, med trykte T-shirts – som signalerer deres nørdethed. Disse selverklærede nørder har ofte meget høje tanker om deres egne kompetencer og intelligens-niveau, og stiller skarpe krav til andre, der vil kaldes for nørder. Denne variant af fænomenet ses mest indenfor IT-branchen, hvor det er programmører og driftsfolk, der identificerer sig som nørder.
Nørderne har de seneste år udviklet en særlig nørdkultur bestående af forskellige spil (især rollespil, computerspil og samlekortspil) samt bøger og tegneserier inden for genrerne gys, science fiction og fantasy dertil kommer naturligvis netnørder som lever deres liv på internettet.
Begrebet nørd stammer muligvis fra den amerikanske børnebog "If I ran the Zoo" (1950) af Dr. Seuss, hvor det er en grim lille trold. Den nøjagtige oprindelse af ordet er dog ukendt. Begrebet kom på dansk, da Kim Schumacher oversatte filmen Revenge of the Nerds (1984) til Nørderne kommer.